# DJ COAKI
DJ COAKI（ディージェイ・コーキ）は日本の福岡を中心に活動しているDJ。オリジナルの楽曲やリミックスなどをリリースしている。九州・各地にWest Coast（西海岸） Hip Hop、Gangsta Rapなどの楽曲や文化を広めたパイオニア的存在の中のひとりである。

## 経歴
10歳からギターを弾き始め、中学在学中より休日はライブハウスに出演する日々を送る。18歳にて某音楽専門学校に入学と同時に上京し、当時のディスコに行ったことでDJへの関心を深めていくが同校を退学し、某有名全国チェーンのディスコで働きながら、展開東海地方、数か所で独学によりDJプレイを追求。のちに地元である福岡を拠点としてDJ活動を本格的に始動する。
DIABLO、MARS、ENERGY、など当時福岡を代表とするCLUBでDJだけではなく店舗プロデュースやイベントプロデューサーとしての位置も確立する。
またこれまでにMIX CDを50本以上送りだし、多くのプロップスより指示を受ける。